# UFC 90
UFC 90: Silva vs. Cote（ユーエフシー・ナインティ：シウバ・ヴァーサス・コーテ）は、アメリカ合衆国の総合格闘技団体「UFC」の大会の一つ。2008年10月25日、イリノイ州ローズモントのオールステート・アリーナで開催された。

## 大会概要
メインイベントではアンデウソン・シウバがパトリック・コーテ相手に世界ミドル級タイトルマッチを行った。シウバ優勢のまま進んだ試合は3ラウンドにコーテがステップワークの途中に右膝を脱臼するというアクシデントが発生、試合続行不能によりシウバが4度目の防衛を果たした。
セミファイナルではウェルター級王座への挑戦権を賭けチアゴ・アウベスとジョシュ・コスチェックが対戦、アウベスが判定で勝利を手にした。
ライト級ではUFC 84のタイトルマッチ以来の復帰戦となったショーン・シャークは4連勝中のタイソン・グリフィンに、プロデビュー以来無敗のグレイ・メイナードはリッチ・クレメンティにそれぞれ判定で勝利し、エルメス・フランカはATT在籍時代のチームメイトであるマーカス・アウレリオを破った。
初参戦のジュニオール・ドス・サントスがファブリシオ・ヴェウドゥムをノックアウトする番狂わせを演じた。また元IFL世界ミドル級王者同士の対決となったダン・ミラー vs. マット・ホーウィッチの一戦は第3代王者のミラーがUFC初参戦の初代王者ホーウィッチに判定で勝利を収めた。

### 出場者の変更
負傷などによる本大会の出場者の変更は以下の通りである。
- ディエゴ・サンチェス → ジョシュ・コスチェック（コスチェックは12月5日の大会から移動）
- ゴラン・レルジッチ → ドリュー・マクフェドリーズ
- メルヴィン・ギラード → シャノン・グジャーティ
- ヒカルド・アルメイダ → ダン・ミラー
- グレイゾン・チバウ → マーカス・アウレリオ

## 試合結果

### プレリミナリィカード
第1試合 ウェルター級 5分3R
○  ピート・セル vs.  ジョシュ・バークマン ×
3R終了 判定3-0（29-28、29-28、29-28）
第2試合 ライト級 5分3R
○  エルメス・フランカ vs.  マーカス・アウレリオ ×
3R終了 判定3-0（30-27、29-28、29-28）
第3試合 ミドル級 5分3R
○  ダン・ミラー vs.  マット・ホーウィッチ ×
3R終了 判定3-0（29-28、29-28、29-28）
第4試合 ライト級 5分3R
○  スペンサー・フィッシャー vs.  シャノン・グジャーティ ×
3R 3:56 三角絞め
第5試合 ミドル級 5分3R
○  ターレス・レイチ vs.  ドリュー・マクフェドリーズ ×
1R 1:18 チョークスリーパー

### メインカード
第6試合 ライト級 5分3R
○  ショーン・シャーク vs.  タイソン・グリフィン ×
3R終了 判定3-0（30-27、29-28、29-28）
第7試合 ヘビー級 5分3R
○  ジュニオール・ドス・サントス vs.  ファブリシオ・ヴェウドゥム ×
1R 1:20 TKO（レフェリーストップ：右アッパー→パウンド）
第8試合 ライト級 5分3R
○  グレイ・メイナード vs.  リッチ・クレメンティ ×
3R終了 判定3-0（30-27、30-27、30-27）
第9試合 ウェルター級 5分3R
○  チアゴ・アウベス vs.  ジョシュ・コスチェック ×
3R終了 判定3-0（30-27、29-28、30-27）
第10試合 UFC世界ミドル級タイトルマッチ 5分5R
○  アンデウソン・シウバ vs.  パトリック・コーテ ×
3R 0:39 TKO（レフェリーストップ：右膝の脱臼）
※シウバが王座の4度目の防衛に成功。

### 各賞
ファイト・オブ・ザ・ナイト： ショーン・シャーク vs. タイソン・グリフィン
ノックアウト・オブ・ザ・ナイト： ジュニオール・ドス・サントス
サブミッション・オブ・ザ・ナイト： スペンサー・フィッシャー
各選手にはボーナスとして65,000ドルが支給された。